# Mária Szolnoki
Mária Szolnoki (Budapest, 16 de junio de 1947) es una deportista húngara que compitió en esgrima, especialista en la modalidad de florete.
Participó en los Juegos Olímpicos de Múnich 1972, obteniendo una medalla de plata en la prueba por equipos. Ganó cuatro medallas en el Campeonato Mundial de Esgrima entre los años 1969 y 1974.

## Palmarés internacional
| Juegos Olímpicos   | Juegos Olímpicos    | Juegos Olímpicos  | Juegos Olímpicos    |
| Año                | Lugar               | Medalla           | Prueba              |
| ------------------ | ------------------- | ----------------- | ------------------- |
| 1972               | Múnich (RFA)        | Medalla de plata  | Florete por equipos |
| Campeonato Mundial |                     |                   |                     |
| Año                | Lugar               | Medalla           | Prueba              |
| 1969               | La Habana (Cuba)    | Medalla de bronce | Florete por equipos |
| 1971               | Viena (Austria)     | Medalla de plata  | Florete por equipos |
| 1973               | Gotemburgo (Suecia) | Medalla de oro    | Florete por equipos |
| 1974               | Grenoble (Francia)  | Medalla de plata  | Florete por equipos |